# Kovács Jenő József
Kovács Jenő József (Felsősegesd, 1889. január 19. – Kaposvár, 1961. március 19.), festőművész, grafikus, a Berzsenyi Társaság jegyzője és a képzőművészeti szakosztályának titkára, a Kaposvári Katolikus Kör vezetője, a Magyar Cigányzenészek Országos Szövetsége Somogy megyei csoportjának elnöke. A kiváló hegedűművészt a "balkezes prímásnak" is nevezték.

## Családja és származása
A Somogy vármegyei Felsősegesden született római katolikus vasutas családban. Apja Kovács Jenő (1858–1936), postamester, MÁV előadó tiszt, anyja Pukhancsik Eleonóra (1867–1949). Az apai nagyszülei Kovács József toponári iskolamester, falusi jegyzője, és a Tapsony melletti szakácsi születésű nemes Zsiray Emília Laura voltak.

## Élete
Középiskolát Trencsénben, művészeti tanulmányait a budapesti Képzőművészeti Főiskolán és Nagybányán, továbbá a húszas években Rómában végezte, illetve folytatta. A fővárosi Képzőművészeti Főiskolán Olgyai Viktor volt a mestere. 1914-ben telepedett le Kaposváron. Restaurátorként is működött. Naturalisztikus tájképeket, arcképeket és vallásos témákat, kiváltképp Krisztus ábrázolásokat festett. Tagja volt a konzervatív művészeti törekvéseket képviselő Országos Magyar Képzőművészeti Társulatnak, amelynek a Műcsarnokban rendezett kiállításain rend szeresen szerepelt. A két világháború közti Kaposvár sikeres festője volt. Erdei tájképei ismertebbek. Az 1927-es kaposvári Zichy Mihály emléktarlaton, amelyen nagyrészt somogyi művészek szerepeltek, Zichyről emlékbeszédet tartott. A Dunántúli Művész Szövetség 1928-as kaposvári első Étevaszi Dunántúli Tárlatán az Utolsó út című biblikus képére aranyérmet kapott. A Berzsenyi Társaság jegyzője, 1928-ban a képzőművészeti szakosztályának titkára volt. Aktív kiállításszervezőként ismerték. A harmincas években a Somogy Megyei Múzeum alkalmazásában állt. Jól hegedült. Balkezes lévén "balkezes prímásnak" titulálták, és a Korona Kávéház cigányzenekara élén aratta sikereit. A Magyar Cigányzenészek Országos Szövetsége Somogy megyei csoportjának hosszú évekig elnöke volt. 1934-ben a Kaposvári Katolikus Kör vezetője lett. 1931-ben nem cigányzenész tiszteletbeli vajdát választottak maguknak a kaposvári muzsikusok Németh Kálmán (Kati bácsi) személyében, aki a Katolikus Kör egyik vezetője volt. Őt 1934-ben Kovács Jenő József festőművész váltotta fel ebben a tisztségben. A Somogy Vármegyei Levéltár őrzi a régi főispáni arckép-sorozatát. Felesége, boldogfai Farkas Klára festőművész 1944-ben bekövetkezett halála után visszavonultan élt Kaposváron. Itt halt meg 1961. március 19-én.

## Házassága

A boldogfai Farkas család címere.

Kaposváron, 1933. május 20-án, feleségül vette az ősrégi zalamegyei római katolikus nemesi származású boldogfai Farkas családból való boldogfai Farkas Klára Gabriella Irén (*Szombathely, 1898. január 25. – † Kaposvár, 1944. június 8.) magyar festő- és iparművész, leánygimnáziumi tanár úrhölgyet, aki egyben a Berzsenyi társaság tagja is volt. A menyasszonynak a szülei boldogfai Farkas József (1866–1927), MÁV főellenőr, a koronás arany érdemkereszt a vitézségi érem szalagján tulajdonosa, és borszörcsöki Egressy Gizella (1874–1971) voltak. Apai nagyszülei boldogfai Farkas László (1842–1901) vármegyei írnok, földbirtokos és kurtakeszi Baranyay Lujza (1848–1898) voltak. Anyai nagyszülei borszörcsöki Egressy László (1833–1914), posta- és távírda főtiszt, és kiscsepcsényi Sántha Regina (1836-1908) voltak. Leánytestvére boldogfai Farkas Györgyi (1900–1973), akinek a férje vitéz Földváry Béla (1886–1969), reálgimnáziumi tanár, a Dombóvári Társaskör tagja, csillagász, geológus, barlangkutató. Az apai nagyapai dédszülei boldogfai Farkas Ferenc (1779–1844), Zala vármegye táblabírája, jogász, zalaboldogfai, andráshidai, hagyárosi, és felsőbagodi földbirtokos, salomvári közbirtokos, és Joó Borbála (1811–1881) voltak. Kovács Jenő Józsefné boldogfai Farkas Klára nagyapjának,Ễ boldogfai Farkas László (1842–1901) földbirtokosnak a fivére boldogfai Farkas Ferenc (1838–1908), Zala vármegye számvevője, pénzügyi ellenőre, földbirtokos volt. Kovács Jenő József és boldogfai Farkas Klára frigyáből nem született gyermek.